# 14361 Бошкович
14361 Бошко́вич (14361 Boscovich) — астероїд головного поясу.
Тіссеранів параметр щодо Юпітера — 3,379.